# Pablo Latorre
Pablo Latorre (Salta, 15 de enero de 1785 - diciembre de 1834) fue un caudillo federal argentino, que combatió en la guerra gaucha y fue gobernador de la provincia de Salta.

## La guerra de independencia
Estudió en Buenos Aires y participó en la lucha contra las invasiones inglesas como oficial del Regimiento de Arribeños. En 1812 se unió al Ejército del Norte y participó en las batallas de Tucumán y Salta con el grado de teniente coronel.
Apoyó la defensa de la ciudad de Salta durante la invasión realista de 1814, derrotando una partida enemiga en el Bañado, cerca de Chicoana. Esta victoria decidió al general Joaquín de la Pezuela a abandonar Salta. Lo persiguió hasta Jujuy.
Apoyó la revolución que llevó al poder al caudillo Martín Miguel de Güemes, y fue comandante de su famoso batallón de “infernales”. Participó en decenas de otros encuentros contra los sucesivos invasores realistas, fue diputado provincial largos períodos, militando en el partido de Güemes, y fue ascendido a coronel en agosto de 1820.
En 1821, tras la muerte del caudillo, fue gobernador provisional durante los tres últimos meses del año, asegurando el acceso al poder de José Ignacio Gorriti. En junio de 1823, descontento con la actitud moderada de Gorriti, organizó una revolución que no tuvo más efecto que la muerte de algunos de sus enemigos, entre ellos el coronel Manuel Arias.
Ayudó a Gorriti en la revolución de 1827 contra el gobernador Arenales, pero en octubre estaba nuevamente enfrentado con Gorriti.
Habiendo estallado la guerra civil en todo el país en 1829, Latorre se levantó contra el gobierno del canónigo Gorriti, y logró ocupar el gobierno el 2 de diciembre de 1830. A pedido del gobernador santiagueño Ibarra, avanzó contra los unitarios en Santiago del Estero. Como resultado de esa campaña, los federales perdieron ambas provincias. Latorre (reemplazado por Rudecindo Alvarado el 1.º de enero de 1831) e Ibarra terminaron refugiados en Santa Fe.

## Gobernador de Salta
A mediados de 1831 inició la reconquista de Santiago con Ibarra, y ocupó el sudeste de la provincia de Salta. Después de la derrota unitaria de Ciudadela, avanzó hasta Salta, obligando al gobernador Alvarado a huir. Reunió una pequeña asamblea que lo nombró gobernador el 2 de diciembre de 1831. Pocos días más tarde, un hijo de Güemes, José aprovechó una salida de Latorre al interior de la provincia para desplazarlo del poder en la capital, pero Latorre lo venció en Cerrillos en febrero y volvió a ocupar el gobierno.
Convocó a elecciones para la legislatura, que fueron tan malas como cualquiera de esa época, y se dedicó a recorrer todo el interior de la provincia, dejando en el mando al general Pablo Alemán, de origen uruguayo. En octubre de 1832 venció una revolución dirigida por los hermanos Puch en la batalla de Pulares.
Los recursos de la provincia estaban muy pobres, por la colaboración que había tenido que prestar a la Liga Unitaria y por las indemnizaciones que había tenido que pagar a las provincias de La Rioja y Santiago del Estero por la guerra civil. Esto lo obligó a llevar una administración prolija pero limitada a las necesidades mínimas. Inició la construcción del cementerio de la capital, inauguró un leprosario en la frontera del Chaco, y fundó escuelas y comisarías. Reorganizó los impuestos, pero para cubrir sus gastos tuvo que elevarlos, lo que le ganó nuevos enemigos.

## Guerra civil y muerte
En agosto de 1833, el coronel Alemán intentó una revolución en su contra. Fue vencido, pero se refugió en Tucumán, junto a su amigo, el gobernador Alejandro Heredia. Al año siguiente, el general Javier López invadió Tucumán desde Bolivia, pasando sin problemas por Salta; fue vencido y fusilado por Heredia. Este acusó a Latorre de apoyar a López, y exigió que lo indemnizara de los gastos que la invasión había generado.
Como el salteño se negó, Heredia avanzó hasta el límite con Salta y exigió la renuncia del gobernador Latorre. Este pidió al gobernador porteño Manuel Vicente Maza que intercediera entre ellos, pero la respuesta tardaría demasiado.
La ciudad de Jujuy y su zona de influencia dependían desde siempre de Salta, pero muchas veces habían tratado de separarse. En 1834, el gobernador jujeño era el español José María Fascio, nombrado por Latorre. Aprovechando la oportunidad, declaró la independencia de su provincia de la de Salta. A su vez, Heredia aprovechó y exigió a Latorre reconocer la autonomía jujeña. Y, para peor, varios comandantes de campaña se rebelaron contra el gobierno. Sin embargo, estos tres movimientos en su contra no habían sido coordinados de antemano
Latorre habría debido renunciar y dejar a Fascio y Heredia repartirse los despojos, pero su amor propio se lo impidió. Fue con una escolta a Jujuy a negociar con los rebeldes, pero trató a Fascio como a un subordinado. Heredia se lanzó al ataque.
Una columna dirigida por Alemán se ubicó sobre la frontera salteña, mientras el hermano de Heredia avanzaba por los Valles Calchaquíes hacia Salta y Fascio atacaba desde el norte. Latorre enfrentó a Fascio en Castañares, cerca de la ciudad, el 13 de diciembre de 1834; la batalla estaba indecisa cuando el coronel Mariano Santibáñez fingió pasarse a las filas de Latorre para arrestarlo. Los salteños huyeron en desbandada, y Latorre fue llevado a la cárcel, mientras el gobierno era ocupado por el anciano coronel unitario Fernández Cornejo.
Pocos días más tarde, el mismo Santibáñez hizo asesinar a Latorre en la cárcel, acusándolo que querer evadirse.
El enviado del gobernador porteño Maza a mediar entre ellos, general Facundo Quiroga, medió entre las tres provincias en guerra y logró el reconocimiento general de la autonomía de la provincia de Jujuy. De regreso fue asesinado en el norte de la provincia de Córdoba, iniciando un proceso que llevaría a Juan Manuel de Rosas al gobierno de la provincia de Buenos Aires y a controlar toda la Argentina.